# Phymaturus castillensis
Phymaturus castillensis — вид ігуаноподібних ящірок родини Liolaemidae. Ендемік Аргентини.

## Поширення і екологія
Phymaturus castillensis відомі з типової місцевості, розташованої в горах Сьєрра-дель-Кастільйо в провінції Чубут. Вони живуть серед скель, на висоті від 410 до 500 м над рівнем моря. Живляться рослинністю, є живородними.